# Peroxidază

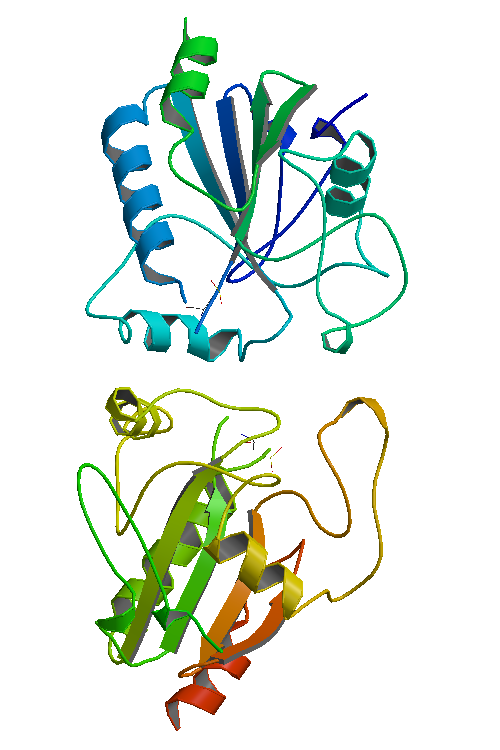
Glutation-peroxidaza 1

Peroxidazele, denumite și peroxid-reductaze (număr EC 1.11.1.x) alcătuiesc o clasă mare de enzime care joacă un rol important în multe procese biologice. Denumirea lor provine de la faptul că sunt capabile să descompună peroxizi.

## Rol
Peroxidazele catalizează reacții de forma:
{\displaystyle {\ce {ROOR'+{\overset {donor \atop electron}{2e^{-}}}+2H+->[{\ce {Peroxidaza}}]{ROH}+R'OH}}}
Sunt implicate în oxidarea speciilor reactive de oxigen, în imunitate, în biosinteza hormonilor și în patogeneza anumitor boli.

## Clasificare
Tipurile de proteine care sunt și peroxidaze includ:
- Cu hem
  - Hem peroxidază
  - Familia de peroxidaze de tipul DyP
  - Catalaze
  - unele haloperoxidaze
- Non-hem
  - Tiol: glutation-peroxidază, peroxiredoxină
  - Mangan-peroxidază
  - NADH-peroxidază